# Österreichische Vereinigung für gewerblichen Rechtsschutz und Urheberrecht
Die Österreichische Vereinigung für gewerblichen Rechtsschutz und Urheberrecht (ÖV) ist ein Zusammenschluss von Experten und Interessenvertretern auf dem Gebiet des gewerblichen Rechtsschutzes und des Urheberrechts in der Rechtsform eines Vereins. Die Vereinigung ist Herausgeberin der juristischen Fachzeitschrift Österreichische Blätter für gewerblichen Rechtsschutz und Urheberrecht (ÖBl), gibt regelmäßig Stellungnahmen zu Gesetzgebungsvorhaben ab und veranstaltet seit 1995 mit den „ÖBl-Seminaren“ eine jährlich stattfindende Seminarreihe. Präsident der Vereinigung ist gegenwärtig der Rechtsanwalt Michael Meyenburg (Stand: 2018).
Die Mitgliedschaft in der Vereinigung steht Unternehmern, öffentlichen Körperschaften, Rechts- und Patentanwälten, Richtern, Universitätsprofessoren sowie anderen Vereinigungen offen. Ende 2015 verfügte der Verein über rund 150 Mitglieder, darunter etwa auch die österreichische Bundeswettbewerbsbehörde, der Schutzverband gegen unlauteren Wettbewerb, das Österreichische Patentamt sowie verschiedene Unternehmensverbände. Der Verein erfüllt so auch die Funktion eines Forums zum fachlichen Austausch und zur Beförderung der Zusammenarbeit.

## Geschichte
1952 erschienen erstmals die Österreichischen Blätter für gewerblichen Rechtsschutz und Urheberrecht als gemeinsames Mitteilungsblatt der Ständigen Delegiertenversammlung für gewerblichen Rechtsschutz, der österreichischen Landesgruppen der Internationalen Vereinigung für gewerblichen Rechtsschutz („AIPPI“) und der Internationalen Liga gegen unlauteren Wettbewerb („LIGA“) sowie des Österreichischen Verbandes der Markenartikelindustrie. Die sich daraus ergebende Kooperation zwischen den Trägerorganisationen und ihren Mitgliedern sollte durch die Gründung eines eigenen Vereins, in dem alle drei Organisationen Mitglied waren, konzentriert und intensiviert werden.
Die Gründungsversammlung fand am 6. März 1958 statt. Zum ersten Präsidenten wurde darauf der Präsident der Rechtsanwaltskammer Wien, Emerich Hunna, berufen. Unmittelbar nach ihrer Gründung übernahm die Vereinigung die Herausgeberschaft der Österreichischen Blätter.